# Episiphon bordaensis
Episiphon bordaensis är en blötdjursart som först beskrevs av Cotton och Ludbrook 1938.  Episiphon bordaensis ingår i släktet Episiphon och familjen Gadilinidae. Inga underarter finns listade i Catalogue of Life.